# RAND Corporation
RAND Corporation („Research And Development“, hrvatski: Istraživanje i razvoj) američka je globalna politička think tank organizacija.
Korporacija je osnovana je 1946. godine kao znanstvena skupina projekta američkog ratnog zrakoplovstva i Douglas Aircraft Company. Bavi se stvaranjem dugoročnih prognoza i scenarija, uglavnom za Oružane snage SAD-a. Sjediste se nalazi u Santa Monici, Kalifornija.

## Vanjske poveznice
- Službena stranica